# Пинкава, Ростислав Богуславович
Ростислав Богуславович Пинкава (род. 28 ноября 1925 года, Москва, РСФСР, СССР — июль 2016 года, Санкт-Петербург, Россия) — российский советский живописец, график и педагог, Заслуженный художник Российской Федерации (2001), профессор Санкт-Петербургской государственной художественно-промышленной академии им. А. Л. Штиглица, член Санкт-Петербургского Союза художников (до 1992 года — Ленинградской организации Союза художников РСФСР).

## Биография
Ростислав Богуславович Пинкава родился 28 ноября 1925 года в Москве. В 1939 году был принят в СХШ при Всероссийской Академии художеств.
В феврале 1942 года вместе с учащимися школы был эвакуирован из блокадного Ленинграда в Самарканд.
В 1943 году был призван в Красную Армию, участвовал в боях на 3-м Украинском фронте. В составе отдельного гвардейского батальона связи участвовал в освобождении Болгарии, Югославии, Венгрии, Австрии. Награждён медалями «За боевые заслуги», «За победу над Германией».
После демобилизации в 1950 году возвратился в Ленинград и продолжил занятия в средней художественной школе, которую окончил в 1952 году. В том же году был принят в Ленинградский институт живописи, скульптуры и архитектуры имени И. Е. Репина, который окончил в 1958 году по мастерской Юрия Непринцева с присвоением квалификации художника живописи. Дипломная работа — картина "С. Киров на охоте".
С 1960 года участвовал в выставках, экспонируя свои работы вместе с произведениями ведущих мастеров изобразительного искусства Ленинграда. Писал пейзажи, натюрморты, портреты. В 1972 году принят в члены Ленинградского Союза художников.  С 1966 года преподавал на кафедре общей живописи Ленинградского высшего художественно-промышленного училища им. В. И. Мухиной, профессор, Заслуженный художник Российской Федерации. Среди произведений, созданных Пинкавой, картины «Натюрморт» (1964), «Портрет матери» (1967), «Натюрморт» (1968), «Портрет скульптора Н. Долинской», «Самовар и яблоки. Натюрморт» (обе 1971), «Окно», «Натюрморт с яблоками» (обе 1973), «Рассвет» (1975), «Полевые цветы» (1979), «Оксана» (1983), «Портрет невропатолога К. А. Веселовой», «Лодочная станция» (обе 1987) и другие.
Произведения Р. Б. Пинкавы находятся в музеях и частных собраниях в России, Германии, Великобритании, Франции, Дании, Австрии, США, Болгарии и других странах.

## Выставки
- 1965 (Ленинград): Весенняя выставка произведений ленинградских художников.
- 1968 (Ленинград): Осенняя выставка произведений ленинградских художников.
- 1971 (Ленинград): Наш современник. Каталог выставки произведений ленинградских художников 1971 года.
- 1974 (Ленинград): Весенняя выставка произведений ленинградских художников.
- 1975 (Ленинград): Наш современник. Зональная выставка произведений ленинградских художников.
- 1980 (Ленинград): Зональная выставка произведений ленинградских художников.